# Graeme Gilmore
Pour les articles homonymes, voir Gilmore.
Graeme Gilmore, né le 29 juin 1945 à Melbourne, est un coureur cycliste australien. Spécialiste des courses de six jours, il y a acquis 12 succès. Il a également couru sur route et a remporté Melbourne to Warrnambool Classic et le titre de champion d'Australie sur route en 1967. Il est le père de Matthew Gilmore et le beau-frère Tom Simpson.

## Palmarès sur piste

### Six jours
- 1967 : Launceston (avec Sid Patterson)
- 1972 : Zurich (avec Albert Fritz, Wilfried Peffgen)
- 1973 : Brême (avec Dieter Kemper), Gand (avec Patrick Sercu), Los Angeles (avec Klaus Bugdahl)
- 1974 : Cologne (avec Dieter Kemper), Munich (avec Sigi Renz), Zurich (avec Klaus Bugdahl), Gand (avec Julien Stevens)
- 1975 : Dortmund (avec Dieter Kemper)
- 1976 : Maastricht (avec Patrick Sercu), Copenhague (avec Dieter Kemper)

## Palmarès sur route
- 1966
  - 2e du Herald Sun Tour
- 1967
  -  Champion d'Australie sur route
  - Melbourne to Warrnambool Classic
- 1969
  - 2e du Tom Simpson Memorial Grand Prix
- 1974
  - Grand Prix Raf Jonckheere

## Distinction
- Sir Hubert Opperman Trophy en 1972[1]